# Erik Sviatchenko
Erik Sergeivich Sviatchenko (ur. 4 października 1991 w Viborgu) – duński piłkarz ukraińskiego pochodzenia występujący na pozycji obrońcy w klubie Houston Dynamo oraz w reprezentacji Danii.

## Kariera klubowa
Swoją karierę piłkarską Sviatchenko rozpoczął w 1997 roku w klubie Viborg FF. Następnie trenował w juniorach takich klubów jak: Houlkær (2001-2003), Søndermarken (2003-2004) i FK Viborg (2004-2006). W 2006 podjął treningi w FC Midtjylland, a w 2008 roku stał się członkiem pierwszego zespołu. 8 maja 2009 zadebiutował w Superligaen w wygranym 3:2 wyjazdowym meczu z AC Horsens. W sezonach 2009/2010 i 2010/2011 awansował z Midtjylland do finału Pucharu Danii, jednak w żadnym z nich nie wystąpił. W sezonie 2014/2015 wywalczył z Midtjylland pierwsze w historii klubu mistrzostwo Danii.
18 stycznia 2016 Sviatchenko przeszedł do Celtic F.C. W Celtiku zadebiutował 5 kwietnia 2016 w zremisowanym 0:0 wyjazdowym meczu z Dundee F.C. W sezonie 2015/2016 wywalczył mistrzostwo Szkocji. Z kolei w sezonie 2016/2017 również został mistrzem kraju oraz sięgnął po Puchar Szkocji i Puchar Ligi Szkockiej.
W 2018 roku Sviatchenko został wypożyczony do Midtjylland, a następnie wrócił na stałe do tego klubu. Dwukrotnie został z nim mistrzem Danii w sezonach 2017/2018 i 2019/2020, trzykrotnie wicemistrzem w sezonach 2018/2019, 2020/2021 i 2021/2022 oraz zdobył dwa Puchary Danii w latach 2019 i 2022.
W 2023 roku Sviatchenko został piłkarzem Houston Dynamo. Swój debiut w nim zaliczył 15 czerwca 2023 w wygranym 1:0 wyjazdowym meczu z Los Angeles FC. W 2023 zdobył z nim US Open Cup.
| Sezon   | Klub           | Kraj              | Rozgrywki      | Mecze | Bramki |
| ------- | -------------- | ----------------- | -------------- | ----- | ------ |
| 2008/09 | FC Midtjylland | Dania             | Superligaen    | 1     | 0      |
| 2009/10 | FC Midtjylland | Dania             | Superligaen    | 5     | 1      |
| 2010/11 | FC Midtjylland | Dania             | Superligaen    | 13    | 0      |
| 2011/12 | FC Midtjylland | Dania             | Superligaen    | 15    | 1      |
| 2012/13 | FC Midtjylland | Dania             | Superligaen    | 28    | 2      |
| 2013/14 | FC Midtjylland | Dania             | Superligaen    | 17    | 3      |
| 2014/15 | FC Midtjylland | Dania             | Superligaen    | 19    | 1      |
| 2015/16 | FC Midtjylland | Dania             | Superligaen    | 13    | 2      |
| 2015/16 | Celtic F.C.    | Szkocja           | Premier League | 14    | 0      |
| 2016/17 | Celtic F.C.    | Szkocja           | Premier League | 28    | 0      |
| 2017/18 | Celtic F.C.    | Szkocja           | Premier League | 0     | 0      |
| 2017/18 | FC Midtjylland | Dania             | Superligaen    | 16    | 1      |
| 2018/19 | FC Midtjylland | Dania             | Superligaen    | 27    | 1      |
| 2019/20 | FC Midtjylland | Dania             | Superligaen    | 32    | 5      |
| 2020/21 | FC Midtjylland | Dania             | Superligaen    | 28    | 3      |
| 2021/22 | FC Midtjylland | Dania             | Superligaen    | 25    | 4      |
| 2022/23 | FC Midtjylland | Dania             | Superligaen    | 16    | 0      |
| 2023    | Houston Dynamo | Stany Zjednoczone | MLS            | 22    | 0      |

## Kariera reprezentacyjna
W swojej karierze Sviatchenko występował w młodzieżowych reprezentacjach Danii. W dorosłej reprezentacji Danii zadebiutował 15 marca 2015 w wygranym 3:2 towarzyskim meczu ze Stanami Zjednoczonymi, rozegranym w Aarhus.